# Nico Schlotterbeck
Nico Schlotterbeck, né le 1er décembre 1999 à Waiblingen (Allemagne), est un footballeur international allemand  qui joue au poste de défenseur au Borussia Dortmund.

## Biographie

### En club

#### Début de carrière
En 2017, Schlotterbeck rejoint le SC Fribourg, et est régulièrement dans l'équipe une dès 2018. Schlotterbeck fait ses débuts pour le 9 mars 2019, remplaçant à la mi-temps Philipp Lienhart lors de la victoire 2-1 à domicile contre le Hertha BSC. 
Lors de la saison 2020-2021, il est prêté à l'Union Berlin. le prêt de Nico Schlotterbeck a été un franc succès. Il a confirmé son potentiel en tant que défenseur central de haut niveau et a franchi une étape importante dans son développement. Il a contribué à la solide performance défensive de l'Union Berlin, qui a terminé 7ème de Bundesliga et atteint les demi-finales de la DFB-Pokal.

#### Confirmation à Dortmund
Le 2 mai 2022, le Borussia Dortmund a annoncé la signature de Schlotterbeck pour un contrat de cinq ans, à compter de la saison 2022-2023. Auteur de belles prestation, il devient un titulaire, notamment au côté de l'expérimenté Hummels. Ils finissent deuxième de Bundesliga pour sa première saison.
Pour sa deuxième saison, il est de nouveau titulaire et s'impose clairement comme l'un des meilleurs défenseur du championnat, avec notamment le taux de réussite de tacle le plus élevé de la Bundesliga avec 71 %. Ses prestations sont salués notamment en Ligue des Champions contre l'Atletico Madrid en quart de finale, ou encore contre le Paris Saint Germain en demi finale aller ou il est passeur décisif. 
En finale de la Ligue des Champions, face au Real Madrid, Dortmund est battu sur le score de 2-0.  
Lors de la saison 2024-2025, Schlotterbeck réalise encore de très grandes prestations et est notamment passeur sur corner à deux reprises lors d'un même match. Le 7 avril, Dortmund annonce que le défenseur allemand s'est blessé, touché à un ménisque, durant un match et qu'il manquerait la fin de la saison.  

### En sélection
Le 5 septembre 2019, il joue son premier match avec les espoirs, lors d'une rencontre amicale face à la Grèce (victoire 2-0). Cinq jours plus tard, il se met en évidence en délivrant deux passes décisives face au Pays de Galles. Ce match gagné sur le large score de 1-5 rentre dans le cadre des éliminatoires de l'Euro espoirs 2021. Un mois plus tard, il inscrit son premier but avec les espoirs, lors d'une rencontre amicale face à l'Espagne (1-1). Le mois suivant, il inscrit son deuxième but, face à la Belgique, lors des éliminatoires de l'Euro (défaite 2-3).
En août 2021, Nico Schlotterbeck est convoqué pour la première fois avec l'équipe nationale d'Allemagne par le sélectionneur Hansi Flick.
Le 10 novembre 2022, il est sélectionné par Hansi Flick pour participer à la Coupe du monde 2022. Le 16 mai 2024, il fait partie d'une liste provisoire de 27 joueurs sélectionnés par Julian Nagelsmann en vue de préparer l'Euro 2024, avant de se retrouver dans la liste définitive le 7 juin. 

### Vie personnelle
Nico Schlotterbeck est le frère cadet de Keven Schlotterbeck, lui aussi footballeur professionnel, qui évolue au même poste.

## Statistiques
| Saison                | Club                      | Championnat           | Championnat | Championnat | Championnat | Coupe(s) nationale(s) | Coupe(s) nationale(s) | Coupe(s) nationale(s) | Compétition(s) continentale(s) | Compétition(s) continentale(s) | Compétition(s) continentale(s) | Compétition(s) continentale(s) | Total | Total | Total |
| Saison                | Club                      | Division              | M.          | B.          | P.d.        | M.                    | B.                    | P.d.                  | Comp.                          | M.                             | B.                             | P.d.                           | M.    | B.    | P.d.  |
| 2018-2019             | SC Fribourg               | Bundesliga            | 4           | 0           | 0           | -                     | -                     | -                     | -                              | -                              | -                              | -                              | 4     | 0     | 0     |
| 2019-2020             | SC Fribourg               | Bundesliga            | 13          | 0           | 0           | 1                     | 0                     | 0                     | -                              | -                              | -                              | -                              | 14    | 0     | 0     |
| 2021-2022             | SC Fribourg               | Bundesliga            | 32          | 4           | 1           | 6                     | 0                     | 0                     | -                              | -                              | -                              | -                              | 38    | 4     | 1     |
| Sous-total            | Sous-total                | Sous-total            | 49          | 4           | 1           | 7                     | 0                     | 0                     | -                              | -                              | -                              | -                              | 56    | 4     | 1     |
| 2020-2021             | 1. FC Union Berlin (prêt) | Bundesliga            | 16          | 1           | 0           | 1                     | 1                     | 0                     | -                              | -                              | -                              | -                              | 17    | 2     | 0     |
| Sous-total            | Sous-total                | Sous-total            | 16          | 1           | 0           | 1                     | 1                     | 0                     | -                              | -                              | -                              | -                              | 17    | 2     | 0     |
| 2022-2023             | Borussia Dortmund         | Bundesliga            | 28          | 4           | 5           | 3                     | 0                     | 0                     | C1                             | 8                              | 0                              | 1                              | 39    | 4     | 6     |
| 2023-2024             | Borussia Dortmund         | Bundesliga            | 33          | 2           | 1           | 3                     | 0                     | 0                     | C1                             | 12                             | 0                              | 2                              | 48    | 2     | 3     |
| 2024-2025             | Borussia Dortmund         | Bundesliga            | 23          | 0           | 4           | 2                     | 0                     | 0                     | C1                             | 12                             | 0                              | 1                              | 37    | 0     | 5     |
| Sous-total            | Sous-total                | Sous-total            | 84          | 6           | 10          | 8                     | 0                     | 0                     | -                              | 32                             | 0                              | 4                              | 124   | 6     | 14    |
| Total sur la carrière | Total sur la carrière     | Total sur la carrière | 149         | 11          | 11          | 16                    | 1                     | 0                     | -                              | 32                             | 0                              | 4                              | 197   | 12    | 15    |

### En sélection
| Saison                | Sélection             | Phases finales        | Phases finales | Phases finales | Phases finales | Éliminatoires | Éliminatoires | Éliminatoires | Ligue Nations | Ligue Nations | Ligue Nations | Matchs amicaux | Matchs amicaux | Matchs amicaux | Total | Total | Total |
| Saison                | Sélection             | Compétition           | M              | B              | Pd             | M             | B             | Pd            | M             | B             | Pd            | M              | B              | Pd             | M     | B     | Pd    |
| --------------------- | --------------------- | --------------------- | -------------- | -------------- | -------------- | ------------- | ------------- | ------------- | ------------- | ------------- | ------------- | -------------- | -------------- | -------------- | ----- | ----- | ----- |
| 2021-2022             | Allemagne             | -                     | -              | -              | -              | -             | -             | -             | 2             | 0             | 1             | 2              | 0              | 0              | 4     | 0     | 1     |
| 2022-2023             | Allemagne             | Coupe du monde 2022   | 2              | 0              | 0              | -             | -             | -             | 1             | 0             | 0             | 3              | 0              | 0              | 6     | 0     | 0     |
| 2023-2024             | Allemagne             | Euro 2024             | 2              | 0              | 1              | -             | -             | -             | -             | -             | -             | 4              | 0              | 0              | 6     | 0     | 1     |
| 2024-2025             | Allemagne             | -                     | -              | -              | -              | -             | -             | -             | 6             | 0             | 1             | -              | -              | -              | 6     | 0     | 1     |
| Total sur la carrière | Total sur la carrière | Total sur la carrière | 2              | 0              | 1              | 0             | 0             | 0             | 9             | 0             | 2             | 9              | 0              | 0              | 20    | 0     | 3     |

## Palmarès

### En équipe nationale
Allemagne espoirs
- Vainqueur du championnat d'Europe espoirs en 2021